# Matti Hiukka
Matti Hiukka (Rovaniemi, 5 mei 1975) is een voormalig profvoetballer uit Finland, die speelde als aanvaller gedurende zijn carrière. Hij beëindigde zijn actieve loopbaan in 2006 bij de Finse club FC Lynx uit zijn geboorteplaats Rovaniemi.

## Interlandcarrière
Hiukka kwam in totaal twee keer (geen doelpunten) uit voor de nationale ploeg van Finland. Onder leiding van bondscoach Richard Møller Nielsen maakte hij zijn debuut op 3 februari 1999 in het oefenduel tegen Griekenland (1-2) in Larnaca, net als Ville Priha, Jani Viander, Janne Salli en Jouni Räsänen.

## Erelijst
RoPS Rovaniemi
- Topscorer Veikkausliiga

1998 (11 goals)
 FC Jokerit
- Suomen Cup

1999